# NGC 2996
NGC 2996 este o galaxie lenticulară situată în constelația Hidra. A fost descoperită în 23 martie 1835 de către John Herschel. Se află la o distanță de 76,56 de megaparseci de Pământ.